# Shimun XVIII Rowil

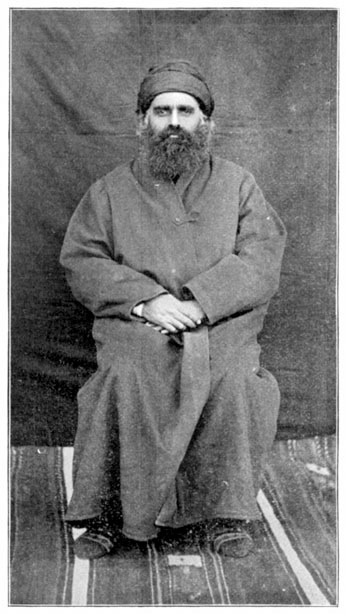
Il patriarca in una foto del 1897.

Mar Shimun XVIII Rowil (Qodchanis, 1844 – Qodchanis, 23 marzo 1903) è stato un vescovo cristiano orientale siro, patriarca della Chiesa assira d'Oriente dal 1861 al 1903.

## Biografia
Rowil nacque nel 1844 a Qodchanis, un modesto villaggio nell'odierna provincia di Hakkâri in Turchia. Era figlio di Beniamino Shimonaya (o d’Mar Shimun) e succedette allo zio Mar Shimun XVII Abraham nel 1861 quale patriarca della Chiesa assira d'Oriente.
Durante i quarant'anni del suo patriarcato, Shimun XVIII Rowil esercitò sulla nazione assira non solo l'autorità spirituale, ma anche quella civile, riconosciuto dal governo ottomano. La sua epoca vide anche l'intensificarsi dell'azione dei missionari cattolici che rinsaldarono i legami della Santa Sede con le Chiese orientali, nonché di missionari protestanti, in particolare anglicani. Nello stesso tempo si fecero sempre più tesi i rapporti con i curdi, soprattutto nella regione dell'Hakkari.
Morì il 23 marzo 1903 e fu sepolto nella piccola cattedrale patriarcale di Mar Shalita a Qodchanis. Fu l'ultimo patriarca della Chiesa assira d'Oriente ad essere sepolto in questa chiesa.
L'uomo che aveva originariamente designato come natar kursya e successore al trono patriarcale, il vescovo Abraham Shimonaya (1862-1915), cadde in disgrazia per motivi politici e familiari; fu perciò suo nipote quindicenne, Benjamin Shimunaya, a essere designato come successore con il nome di Shimun XIX Benyamin.